# Mathías López
Mathías López, vollständiger Name Fernando Mathías López Beltrame, (* 2. August 1994 in Montevideo) ist ein uruguayischer Fußballspieler.

## Karriere
Der 1,79 Meter große Mittelfeldakteur López spielte im Jugendfußball 2008 in der Septima División für den Club Atlético Peñarol. Später wechselte er zu El Tanque Sisley. Dort gehörte er 2010 und 2011 der Mannschaft in der Quinta División an. 2011 war er ebenfalls Mitglied des Teams in der Tercera División, für das er seither mindestens bis 2014 aktiv war. 2015 wurde er in die Erste Mannschaft des Erstligisten befördert. Sein Debüt in der Primera División feierte er in der Apertura 2015 am 22. August 2015 beim 2:2-Unentschieden im Auswärtsspiel gegen Peñarol, als er von Trainer Julio César Antúnez in der 68. Spielminute für Facundo Moreira eingewechselt wurde. In der Saison 2015/16 bestritt er 18 Erstligabegegnungen (kein Tor).